# قمة البريكس 2012
قمة البريكس 2012 في الهند في مدينة نيودلهي. أقيمت القمة في فندق تاج محل بالفترة 29 مارس وسبقها تحضيرات من الوزراء، وتعد القمة السنوية الرابعة لدول البريكس، وهو مؤتمر للعلاقات الدولية حضره رؤساء دول أو رؤساء حكومات الدول الأعضاء الخمس البرازيل وروسيا والهند والصين وجنوب إفريقيا. عقدت القمة في فندق تاج في نيودلهي، الهند في 29 مارس 2012 وبدأت في الساعة 10:00 بالتوقيت الرسمي الهندي. هذه هي المرة الأولى التي تستضيف فيها الهند قمة البريكس. كان موضوع القمة هو «شراكة بريكس من أجل الاستقرار والأمن والازدهار العالمي».

## التحضيرات

### الشعار
أعلنت وزارة الشؤون الخارجية الهندية عن مسابقة لاختيار شعار رسمي للمؤتمر. كان من المنتظر أن يعكس الشعار "روح هذه المجموعة من الدول التي نالت اهتماماً عالمياً غير مسبوق في السنوات الأخيرة وأصبحت تشغل مكانة متميزة في الساحة السياسية والاقتصادية العالمية". أعلنت لجنة التحكيم المخصصة عن التصميم الفائز في 10 فبراير 2012، وهو تصميم سونيش جاين طالب الهندسة المعمارية بالمعهد الهندي للتكنولوجيا روركي. التصميم مكون من طاووس ملون "بألوان ترمز إلى النمو والتجدد". وأكد المسؤولون أن شعار بريكس مستلهم أيضاً من اللوتس.
أثار الشعار جدلاً بسبب تشابهه مع شعار شركة الإذاعة الوطنية، وأقرت وزارة الشؤون الخارجية بأن الاختيار كان يجب أن يكون أكثر دقة، لكنها قالت أن الشعار المختار مختلف جوهريًا عن شعار شركة الإذاعة الوطنية.

### الأمن

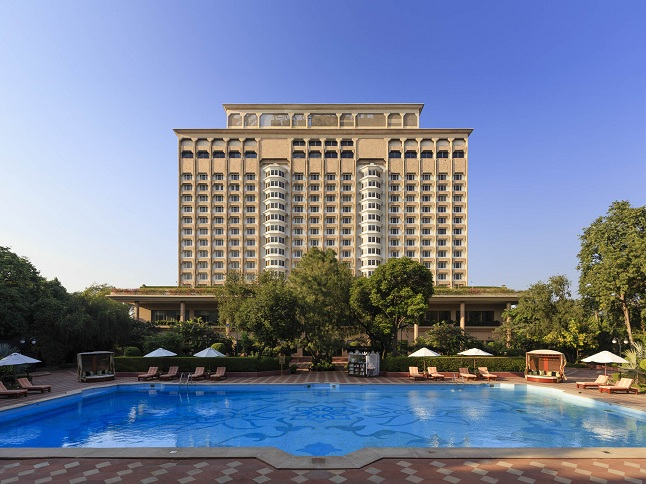
فندق تاج محل في نيودلهي

شملت استضافة القمة تدابير أمنية كبيرة في المدينة. نُشر ألفان من أفراد الشرطة وقوات الكوماندوز التابعة لحرس الأمن الوطني في المناطق الحيوية بالمدينة بالأخص في موقع القمة. شملت ترتيبات الأمن ثلاثة مستويات أدرتها شرطة دلهي ومسؤولو سفارات الدول المشاركة وتضمنت فحوصات جسدية وأجهزة كشف المعادن. أُفرغ الفندق بأكمله، وعوض نزلاء الفندق بغرف في فنادق أخرى ونشر الأمن على أسطح المباني.

## أحداث ما قبل القمة
نظمت منظمة Observer Research Foundation للسياسة العامة في دلهي المنتدى الأكاديمي الرابع لمجموعة بريكس من 4 إلى 6 مارس 2012، شارك فيها حوالي 60 باحثًا من الدول الخمس الأعضاء. هدف المنتدى إلى تطوير الأفكار والمقترحات لعرضها على قادة الدول المشاركة للنظر فيها. وقد أسفر المنتدى عن تقديم 18 توصية لتحسين فعالية القمة. عُقد منتدى أعمال بريكس الذي نظمه اتحاد غرف التجارة والصناعة الهندية واتحاد الصناعة الهندية والغرف المرتبطة بها، في اليوم الذي سبق القمة الرسمية للقادة.

## المشاركون
وصل هو جينتاو إلى نيودلهي في 28 مارس 2012 مع وفد من كبار الوزراء منهم وزير الخارجية يانغ جيتشي ومستشار الدولة داي بينغقوه ورجال أعمال. ضم وفد جاكوب زوما وزير التجارة والصناعة روب ديفيز ورجال الأعمال. وحضر وزراء تجارة الدول الخمسة.
شارك في القمة رؤساء دول وحكومات البلدان الخمسة.
| العضو        | العضو        | القائد          | المنصب       |
| ------------ | ------------ | --------------- | ------------ |
| البرازيل     | البرازيل     | ديلما روسيف     | الرئيس       |
| روسيا        | روسيا        | دميتري ميدفيديف | الرئيس       |
| الهند        | الهند        | مانموهان سينغ   | رئيس الوزراء |
| الصين        | الصين        | هو جينتاو       | الرئيس       |
| جنوب إفريقيا | جنوب إفريقيا | جاكوب زوما      | الرئيس       |

## المخرجات من القمة

### بنك التنمية

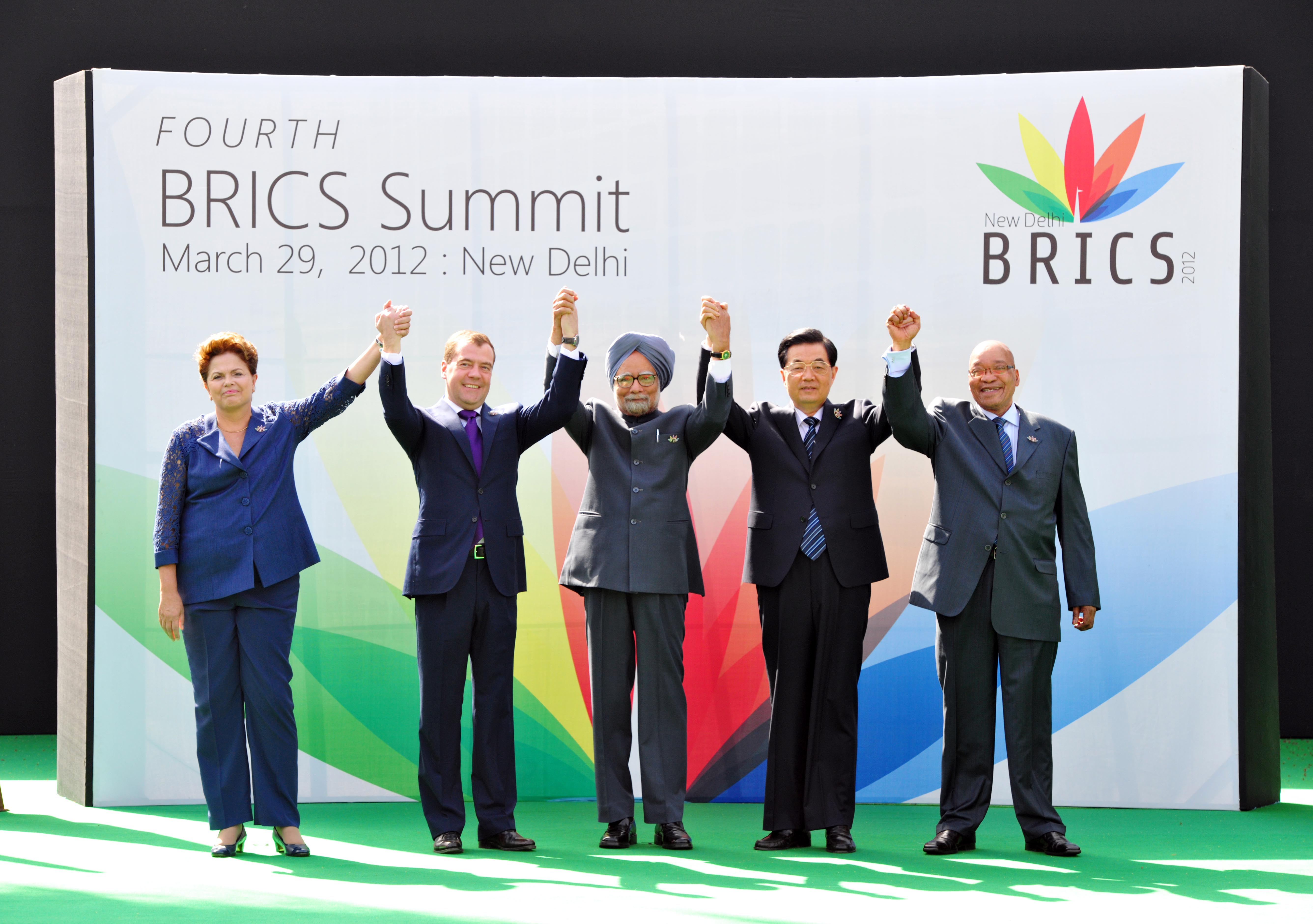
قادة بريكس في مكان انعقاد القمة؛ (من اليسار) روسيف وميدفيديف وسينغ وهو وزوما

الهدف الرئيسي من القمة هو إنشاء بنك التنمية الجديد. طرحت الهند هذه الفكرة لدلالة وتعزيز قوة المجموعة وتأثيرها في القرارات العالمية. أفاد سودهير فياس، مسؤول هندي بارز، بأن فكرة إنشاء بنك بريكس كانت مطروحة منذ فترة.
يستهدف من البنك: تمويل مشاريع التنمية والبنية التحتية في البلدان النامية والأقل نموًا والإقراض طويل الأجل وقت الأزمات المالية العالمية مثل أزمة اليورو وإصدار سندات قابلة للتحويل يمكن للبنوك المركزية للدول الأعضاء شراؤها.
صرح وزير التجارة البرازيلي فرناندو بيمنتل بأن البنك "سيكون أداة مالية قوية لتعزيز الفرص التجارية وقد يساعد بشكل كبير في دعم الاتحاد الأوروبي للتغلب على أزمته المالية". أعلنت مجموعة بريكس في نهاية قمة دلهي عن تأسيس البنك الذي وُصف بأنه "بنك تنمية جنوب جنوب تقوده البريكس". وقد طُلب من وزراء مالية الدول الأعضاء إجراء دراسات جدوى للمبادرة وتقديم تقاريرهم في القمة القادمة لبريكس. وأضاف بيمنتل أن البنك المقترح لا يهدف إلى استبدال المؤسسات المالية العالمية الحالية بل هو استجابة للحاجات الاقتصادية الراهنة، وأشار إلى أن تحديد هيكل رأس المال وبدء المبادرة سيستغرق وقتاً.

### المؤسسات المالية متعددة الأطراف
دعت البلدان الخمسة إلى ضرورة تطبيق إصلاحات الحوكمة والحصص لعام 2010 قبل الاجتماع السنوي لعام 2012 لصندوق النقد الدولي والبنك الدولي. كما تسعى هذه البلدان لأن تعكس المراجعة الشاملة لنظام الحصص الواقع الاقتصادي وتقوية صوت ومشاركة الأسواق الناشئة والدول النامية بحلول يناير 2013.
دعت الدول الخمس إلى ترشيح أحد دول العالم النامي لرئاسة البنك الدولي، مؤكدة على ضرورة أن يكون اختيار رئيسي صندوق النقد الدولي والبنك الدولي عبر عملية مفتوحة تعتمد على الجدارة. هذه الدعوة جاءت قبل أسابيع من الانتخابات الرئاسية للبنك الدولي، التي ستشهد لأول مرة ترشيحات للرئاسة من خارج الولايات المتحدة. وأضاف مانموهان سينغ: "رغم التقدم الذي تحقق في المؤسسات المالية الدولية، لا يزال هناك تباطؤ في الجانب السياسي. ينبغي لبريكس أن تتحدث بصوت واحد حول قضايا مهمة كإصلاح مجلس الأمن الدولي".

### التجارة والعملة
وقعت دول بريكس اتفاقية رئيسية لتقديم التسهيلات الائتمانية بالعملات المحلية واتفاقية لتسهيل تأكيد خطابات الاعتماد المتعددة الأطراف، وذلك لتعزيز التجارة باستخدام العملات المحلية وتقليل من استخدام الدولار الأمريكي. وذكر وزراء التجارة إلى أن تعزيز التجارة البينية لدول بريكس قد يكون علاجًا لأزمة الديون السيادية الأوروبية. كما دعوا إلى اتخاذ إجراءات مشتركة لمواجهة الركود الاقتصادي في أوروبا والولايات المتحدة.
ذكر وزير التجارة والصناعة الهندي أناند شارما في منتدى بريكس للأعمال أن الجميع يواجهون "محنة الأزمة المالية" وأكد على ضرورة العمل معًا للتغلب على هذه المشكلة. وأضاف نظيره الصيني تشن ديمنج أن المشكلات الاقتصادية تؤثر على جميع الدول وتسببت في انخفاض الصادرات الصينية، معربًا عن ثقته في التعافي وضرورة منع تفاقم أزمة الاتحاد الأوروبي. وأكدت وزيرة التنمية الاقتصادية والتجارة الروسية إلفيرا نابيولينا على ضرورة التوقف عن مراكمة المخاطر والعمل عن حلها.

### قضايا السياسة الخارجية
نددت الدول الخمس بالضغط الذي استخدمه بتكتيكات الضغط التي يستخدمها الغرب ضد إيران لإجبار الدول على الالتزام بقيوده التجارية، وأكدوا أن الحوار هو السبيل الوحيد لحل القضية النووية. أضافت المجموعة أن الأزمة السورية لا يمكن حلها إلا بالحوار، وحذرت من أي تدخل عسكري غرب في سوريا أو إسرائيلي في إيران، وحذرت من محاربة إيران لأنها سيكون لها "عواقب وخيمة".

## العلاقات الثنائية
أعلنت الهند والصين عن "عام الصداقة والتعاون بين الهند والصين" خلال القمة. أكد الرئيس الصيني هو جينتاو على "سياسة الصين الراسخة" في تطوير العلاقات الثنائية، وأصدر خطة من خمس نقاط لتعزيز العلاقات الاستراتيجية بين البلدين. صرح المتحدث باسم وزارة الخارجية الصينية هونغ لي بأن هو جين تاو يرى "إمكانيات كبيرة للتعاون وآفاقًا واعدة للعلاقات الصينية الهندية، وتطلع الصين للتعاون مع الهند لاستغلال فرص التنمية وتعزيز النمو المشترك ومواجهة التحديات سويًا والإسهام بشكل أكبر في السلام والازدهار في آسيا والعالم".
أعرب رئيس الوزراء الهندي مانموهان سينغ عن أمل الهند في "الحفاظ على تبادل الزيارات عالي المستوى مع الصين وتعميق الثقة الاستراتيجية المتبادلة وتوسيع نطاق التعاون المتبادل النفع والسعي لنجاح الحوار الاقتصادي الاستراتيجي بين البلدين".
اتفقت الدولتان على بدء حوار حول القضايا في غرب آسيا وآسيا الوسطى وإفريقيا لبناء الثقة نحو تعزيز التفاعل السياسي. كما ناقشوا النزاعات الحدودية واستقروا على الحفاظ على الوضع الراهن والسلام والاستقرار. صرح هو جين تاو بأنه سيعمل على تسهيل دخول الصادرات الهندية إلى الصين. ودعا سينغ الصينين للاستثمار في قطاعي التصنيع والبنية التحتية الهنديين.

## الخلافات

### الاحتجاجات
أشعل الناشط التبتي جامفيل يشي النار في نفسه في 26 مارس في تجمع كبير في دلهي وتوفي بعد يومين متأثراً بجروحهـ لقبته منظمات التبت في المنفى على الفعل "بالشهيد". وأقيم تجمع كبير في دارامسالا لإحياء ذكراه. دعا برلمان الإدارة المركزية للتبت الأعضاء الآخرين في بريكس لطرح قضية التبت في القمة، معبرين عن قلقهم إزاء تدهور الأوضاع هناك، في ظل ما وصفوه بـ"الأساليب الوحشية" التي تستخدمها الصين ضد المتظاهرين السلميين.
حاول متظاهرون اقتحام الفندق في 28 مارس الذي كان يقيم فيه الرئيس الصيني. ورفع حوالي عشرة نشطاء علم التبت بالقرب من الفندق وحاولوا اقتحام موقع القمة، لكن اعتقلتهم الشرطة. شهدت مناطق سوق خان وجانتار منطار احتجاجات تبتية وتواجد أمني مكثف. أنشأت الشرطة معسكرات لها في بعض مستعمرات اللاجئين التبتيين في دلهي.  وقبضت الشرطة على نحو 300 متظاهر لمخالفتهم القانون وقت الاحتجاجات ضد الصين.
ردت الصين بحزم على الاحتجاجات، متهمة المنفيين بنشر "آراء متطرفة وراديكالية عبر تمجيد السلوك المتطرف والتحريض عليه". وصف المتحدث الصيني لوه تشاو هوي الاحتجاجات بأنها "سياسية" و"لا تتماشى مع تعاليم البوذية". أعرب لوه عن حزنه على من ماتوا وثمّن جهود الحكومة الهندية في "ضمان إقامة القمة بأمان وسلاسة".
صرح موقع China Tibet Online الحكومي بتصريحات ضد الدالاي لاما مدعيًا أن "الولايات المتحدة الأمريكية تسيطر عليه" وأن أقاربه يعملون لحساب وكالة المخابرات المركزية. أشار الموقع إلى "تشابهات" بين أنشطة الدالاي لاما و"النازيين الوحشيين وغير المنضبطين" وقت الحرب العالمية الثانية، وزعم أنه يسعى لجعل التبت "مملكته" والتبتيين "عبيده" بتقسيم الصين و"استعادة النظام الإقطاعي التبتي". انتقد مركز سيمون فيزنتال المقارنة، واصفًا إياها بـ"الافتراء المزدوج" مبينًا أن أفعال الدالاي لاما تتعارض مع أفعال النازيين.
اعتبرت حكومة الهند اعتبرت الاحتجاجات إحراجًا لها وعملت على احتجاز المتظاهرين وتطويق المناطق التبتية وتأمينها بالشرطة. أعلن مؤتمر شباب التبت أنه سيستمر في الاحتجاج. أدان بالبير بونج عضو مجلس الشيوخ من حزب بهاراتيا جاناتا اعتقال المتظاهرين ووصفه بأنه "انتهاك للحقوق الأساسية للأشخاص".

### حركة المرور
فُرضت قيود على حركة المرور في سردار باتيل مارج قبل يوم من القمة لتسهيل تنقل الشخصيات الهامة الزائرة. أعلن أن قيود الحركة ستُطبق في المساء إلا أنها بدأت بعد الظهر. لذلك واجه المتنقلون صعوبات بسبب الحواجز المرورية. حدث ازدحام بالطرق على تحذيرات الشرطة.

## ردود الفعل
صرح مارك تونر، المتحدث الرسمي لوزارة الخارجية الأمريكية، بأن الوزارة "راجعت إعلان دلهي الصادر عن القادة وترى أن مساعيهم للمشاركة بفعالية في المؤسسات الدولية متعددة الأطراف ستسهم في تعزيز النظام العالمي"، وأضاف أن الوزارة ترحب بجهودهم في دعم الاقتصاد العالمي والتنمية في أفغانستان. أنا بخصوص إيران أفاد بأن الرئيس الأمريكي باراك أوباما "أكد أن جميع الخيارات مطروحة على الطاولة، وأن الوقت متاح لإيجاد حل دبلوماسي".

## روابط خارجية
- الموقع الرسمي نسخة محفوظة 18 يوليو 2014 على موقع واي باك مشين..